# Yantan (köping i Kina)
Yantan (kinesiska: 岩滩镇, 岩滩) är en köping i Kina. Den ligger i den autonoma regionen Guangxi, i den södra delen av landet, omkring 160 kilometer nordväst om regionhuvudstaden Nanning. Antalet invånare är 28396. Befolkningen består av 13 835 kvinnor och 14 561 män. Barn under 15 år utgör 21,0 %, vuxna 15-64 år 70 %, och äldre över 65 år 8,0 %.
Genomsnittlig årsnederbörd är 1 708 millimeter. Den regnigaste månaden är juni, med i genomsnitt 335 mm nederbörd, och den torraste är februari, med 31 mm nederbörd.